# Gameleira
Gameleira est une municipalité brésilienne située dans l'État du Pernambouc.